# David Spade
 (novembre 2024).
Pour les articles homonymes, voir Spade.
David Spade est un acteur, producteur et scénariste américain, né le 22 juillet 1964 à Birmingham, dans le Michigan (États-Unis). Il est surtout connu pour ses rôles dans Voilà ! et Touche pas à mes filles.

## Biographie
David Spade est sorti avec plusieurs actrices et célébrités, dont Heather Locklear, Lara Flynn Boyle, Julie Bowen, Teri Hatcher et Naya Rivera. E!  News l'appelait « un George Clooney de l'ère du célibataire du monde de la comédie »[source secondaire nécessaire].
Lui et l'ancienne Playboy Playmate Jillian Grace ont une fille ensemble, Harper (née le 26 août 2008). David Spade a déclaré qu'il préférait garder ses opinions politiques privées, déclarant que cela pouvait « aliéner la moitié de [son] public »[source secondaire nécessaire]. Il s'est cependant moqué de la décision de Barack Obama de faire la couverture d'un magazine GQ, estimant « Je pensais qu'un président devrait avoir un peu plus de dignité. »[pertinence contestée]
En décembre 2005, David Spade a fait un don de 100 000 $ aux services de police de Phoenix pour acheter 300 armes à feu, dont 50 fusils AR-15 pour les patrouilleurs[source secondaire nécessaire]. Spade a également fait un don de 200 000 $ pour le programme de secours aux tornades de l'Oklahoma le 20 mai 2013[source secondaire nécessaire], 100 000 $ pour le défi du seau à glace de la SLA en 2014[source secondaire nécessaire], et 100 000 $ à la National Alliance on Mental Illness (NAMI) en juin 2018 après le suicide de sa belle-sœur Kate Spade, une créatrice de mode.
David Spade réside à Beverly Hills, en Californie.

## Filmographie

### Comme acteur
- 1987 : Police Academy 4 : Kyle
- 1990 : Born to Be Mild (TV) : le stagiaire
- 1992 : Light Sleeper : Theological Cokehead
- 1993 : Coneheads de Steve Barron : Eli Turnbull, INS Agent
- 1993 : Beavis et Butt-Head (Beavis and Butt-head) (série télévisée) : voix additionnelles (1994-1997) (voix)
- 1994 : Génération 90 (Reality Bites) : Hot Dog Vendor Mgr.
- 1994 : PCU (en) de Hart Bochner : Rand McPherson
- 1995 : Le Courage d'un con (Tommy Boy) : Richard Hayden
- 1996 : Black Sheep : Steve Dodds
- 1996 : Les Nouvelles Aventures de la famille Brady (A Very Brady Sequel) : Sergio, le coiffeur
- 1996 : Beavis et Butt-Head se font l'Amérique (Beavis and Butt-Head Do America) (voix)
- 1997-2003 : Voilà ! (Just Shoot Me!) (série télévisée) : Dennis Finch
- 1997 : 8 Têtes dans un sac (8 Heads in a Duffel Bag) : Ernie
- 1998 : Supersens (Senseless) : Scott Thorpe
- 1998 : Les Razmoket, le film (The Rugrats Movie) de Norton Virgien et Igor Kovaljov : Ranger Frank (voix)
- 1999 : Une Fille qui a du chien (Lost & Found) : Dylan Ramsey
- 2000 : Loser de Amy Heckerling : l'homme du magasin de location de vidéo
- 2000 : Sammy (série télé) : James Blake / Sammy Blake (voix)
- 2000 : Kuzco, l'empereur mégalo (The Emperor's New Groove) : Kuzco / Le narrateur (voix)
- 2001 : Joe La Crasse (Joe Dirt) : Joe Dirt
- 2003 : Dickie Roberts, ex enfant star (Dickie Roberts: Former Child Star) : Dickie Roberts
- 2003-2005 : Touche pas à mes filles (8 Simple Rules... for Dating My Teenage Daughter) (série télévisée) : C.J. Barnes (2004-2005)
- 2005 : Racing Stripes : Scuzz (voix)
- 2005 : Lil' Pimp (vidéo) : Principal Nixon (voix)
- 2005 : The Showbiz Show with David Spade (série télévisée) : Host
- 2005 : Kuzco 2 (The Emperor's New Groove 2 : Kronk's New Groove) (vidéo) : Kuzco (voix)
- 2006 : La Revanche des losers (The Benchwarmers) : Richie Goodman
- 2007 : Leçons sur le mariage, (série télévisée) : Russell
- 2007 : Quand Chuck rencontre Larry : brève apparition dans le rôle d'une drag queen
- 2010 : Copains pour toujours (Growns Up), de Dennis Dugan : Marcus Higgins
- 2011 : Jack et Julie (Jack and Jill), de Dennis Dugan : Damien Farley / Monica
- 2012 : Hôtel Transylvanie (Hôtel Transylvannia) de Genndy Tartakovsky : Griffin, l'homme invisible
- 2012 : Hot in Cleveland, (série télévisée), saison 3, épisode 24 : Christopher
- 2013 : Copains pour toujours 2 (Growns Up 2), de Dennis Dugan : Marcus Higgins
- 2014 : The Spoils of Babylon, (série télévisée) : Talc Munson
- 2015 : The Ridiculous 6 de Frank Coraci : General Custer
- 2015 : Joe La Crasse 2 : Un bon gros loser (Joe Dirt 2:Beautiful Loser) de Fred Wolf : Joe La Crasse
- 2016 : The Do-Over de Steven Brill : Charlie
- 2017 : Sandy Wexler de Steven Brill : lui-même
- 2017 : The Mayor, (série télévisée) : Ed Gunt
- 2018 : Father of the Year de Tyler Spindel : Wayne
- 2020 : The Wrong Missy de Tyler Spindel : Tim Morris

### Comme scénariste

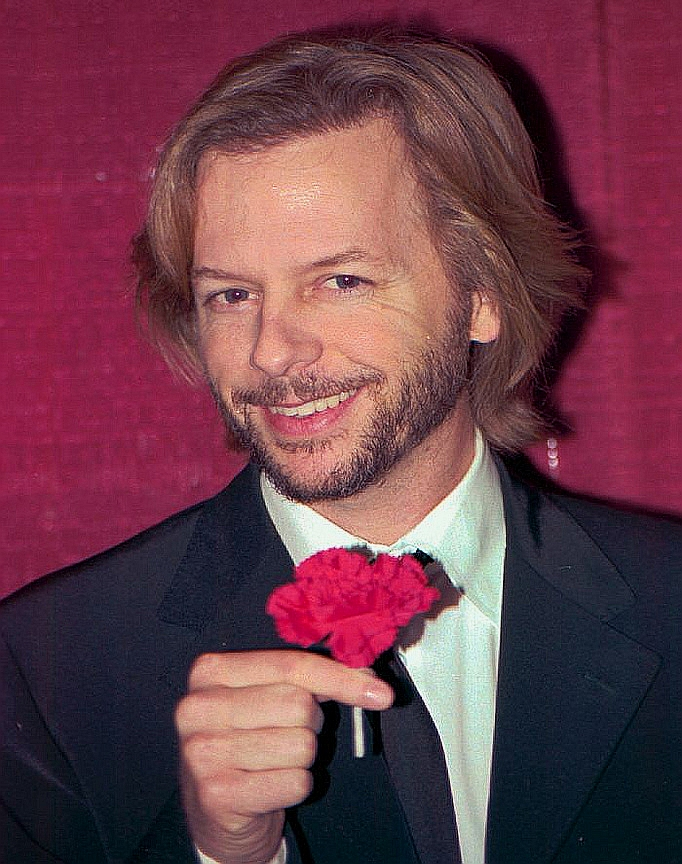
David Spade en 2010.

- 1998 : Saturday Night Live: The Best of Chris Farley (TV)
- 1998 : David Spade: Take the Hit (TV)
- 1999 : Lost & Found
- 2001 : Joe La Crasse (Joe Dirt)
- 2003 : Dickie Roberts, ex enfant star (Dickie Roberts: Former Child Star)
- 2005 : The Showbiz Show with David Spade (série télévisée)

### Comme producteur
- 1998 : David Spade: Take the Hit (TV)
- 1998 : Jerome
- 2000 : Sammy (série télé)

## Voix françaises
En France, Guillaume Lebon est la voix française régulière de David Spade. Emmanuel Curtil l'a également doublé à quatre reprises.
Au Québec, François Sasseville est la voix québécoise régulière de l'acteur.
En France
| - Guillaume Lebon dans : - Voilà ! (série télévisée) - Joe La Crasse - Touche pas à mes filles (série télévisée) - La Revanche des losers - Leçons sur le mariage (série télévisée) - The Ridiculous 6 - The Do-Over - Lady Dynamite (série télévisée) - Sandy Wexler - Mad Families (téléfilm) - Father of the Year - The Wrong Missy - Emmanuel Curtil dans : - Zig Zag, l'étalon zébré (voix) - Copains pour toujours - Jack et Julie - Copains pour toujours 2 | - William Coryn dans : - Hôtel Transylvanie (voix) - Hôtel Transylvanie 2 (voix) - Hôtel Transylvanie 3 : Des vacances monstrueuses (voix) - Didier Gustin dans : - Kuzco, l'empereur mégalo (voix) - Kuzco 2 (voix) Et aussi - Luq Hamet dans Police Academy 4 - Mark Lesser dans Light Sleeper - Tanguy Goasdoué dans Coneheads - Jérôme Rebbot dans Génération 90 - Thierry Ragueneau dans 8 Têtes dans un sac - Damien Witecka dans Supersens - Jérôme Berthoud dans Les Nouvelles Aventures de la famille Brady - Éric Métayer dans Une fille qui a du chien - Thierry Wermuth dans Dickie Roberts, ex enfant star - Denis Laustriat dans The Spoils of Babylon (série télévisée) - Patrick Delage dans Roadies (série télévisée) |

Au Québec
| - François Sasseville dans : - Le Courage d'un con - Le Mouton noir - 8 Têtes dans un sac - Dickie Roberts, ex enfant star - Les Benchwarmers : Ça chauffe sur le banc - Grandes personnes - Hôtel Transylvanie (voix) - Grandes personnes 2 - Hôtel Transylvanie 2 (voix) - Hôtel Transylvanie 3 : Les vacances d'été (voix) | Et aussi - Carl Béchard dans Surdoué - Marc-André Coallier dans Un empereur nouveau genre (voix) - Jean-François Beaupré dans Zig Zag, l'étalon zébré - Marie-Ève Soulard La Ferrière dans Jack et Jill |